# Kalio Gayo
Kalio Gayo is een folkband uit Utrecht, opgericht in 1998 door Egbert den Braber, Anja Pleit en Renske Das. Voor de oprichting van Kalio Gayo hadden zij al samengespeeld in diverse andere bands. Daan Roovers speelde van 2001 tot 2007 accordeon. Sinds 2002 speelt bassist Sijmen Hendriks bij de band en sinds 2007 drummer Joost Bos. De teksten zijn geschreven in een universele, zelfbedachte taal.
Kalio Gayo speelde op verschillende festivals: Lowlands (2010), Into The Great Wide Open (2010), Oerol (2009), Folkwoods (2001, 2002 en 2011), Bestival UK (2011), Bevrijdingsfestival Wageningen (2016).
In 2011 overleed banjospeler Egbert den Braber. Hij was samen met gitariste Anja Pleit verantwoordelijk voor de muziek. Na zijn overlijden versterkte Wies van Keulen de band enige tijd op viool en mandoline.

## Bezetting
- Renske Das - zang, accordeon, melodica
- Anja Pleit - gitaar, zang
- Sijmen Hendriks - elektrische contrabas
- Joost Bos - drums

## Discografie
- Tserko (1999)
- Dusra (2002)
- Fearless (2004)
- Kort (2007)
- Mei ti sera foun (2008)
- Parti y Prije (2011)
- Drango 13 (2014)
- Orok (2017)